# Wikipedia-Denkmal
Das Wikipedia-Denkmal (polnisch Pomnik Wikipedii) ist eine etwa 1,70 Meter hohe, bronzefarbene Plastik des Bildhauers Mihran Hakobjan in Słubice, Polen. Es hat die Form einer nach oben offenen Weltkugel als Puzzle, das Logo von Wikipedia, welches von zwei Frauen und zwei Männern getragen wird. Die Aktfiguren stehen auf einem Sockel, der einen Bücherstapel darstellt. Die Plastik wurde aus wetterbeständigem Kunststoff angefertigt.

## Idee und Errichtung
Die Idee für das Denkmal hatte Krzysztof Wojciechowski, Autor und Direktor des Collegium Polonicum: Wikipedia sei das größte Projekt, das je von Menschen erschaffen wurde. Insbesondere sei die Gemeinschaft der polnischsprachigen Wikipedia – gemessen an der Zahl der Polnischsprechenden – besonders aktiv, weshalb sich ein Standort in Polen eigne. Tomasz Ciszewicz, damaliger Bürgermeister der Stadt Słubice, unterstützte die Idee und gewährleistete mit 62.000 Złoty (knapp 15.000 Euro) die vollständige Finanzierung durch die Stadtverwaltung.
Die Plastik wurde von Mihran Hakobjan, einem armenischen Künstler und Absolventen des Collegium Polonicum, geschaffen. Sie wurde am 22. Oktober 2014 nach einem populärwissenschaftlichen Symposium im Collegium Polonicum auf dem Plac Frankfurcki enthüllt.

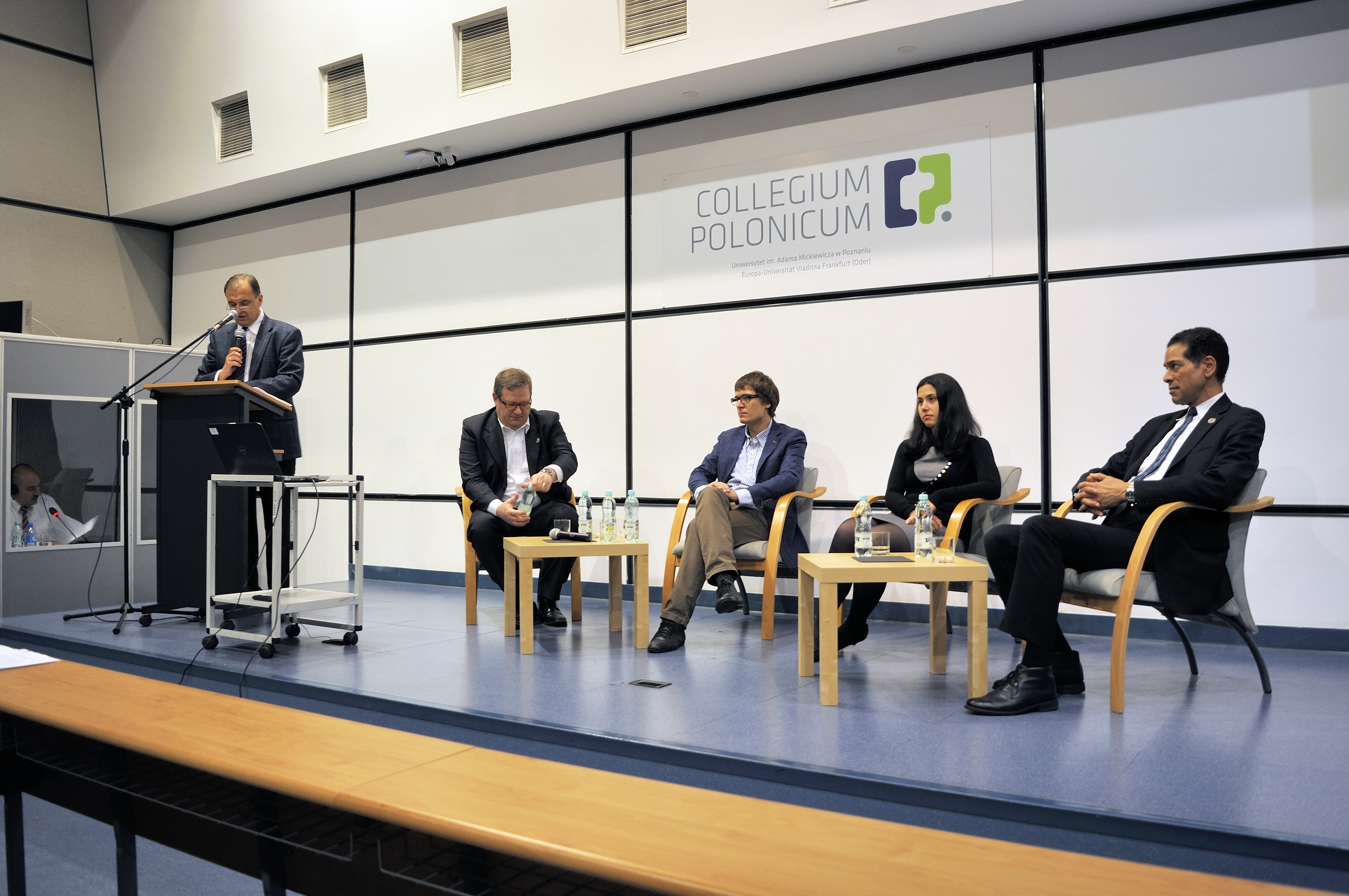
Symposium im Collegium Polonicum (v. l. n. r.: Krzysztof Wojciechowski, Sebastian Wallroth, Dariusz Jemielniak, Natalia Szafran-Kozakowska, Garfield Byrd)
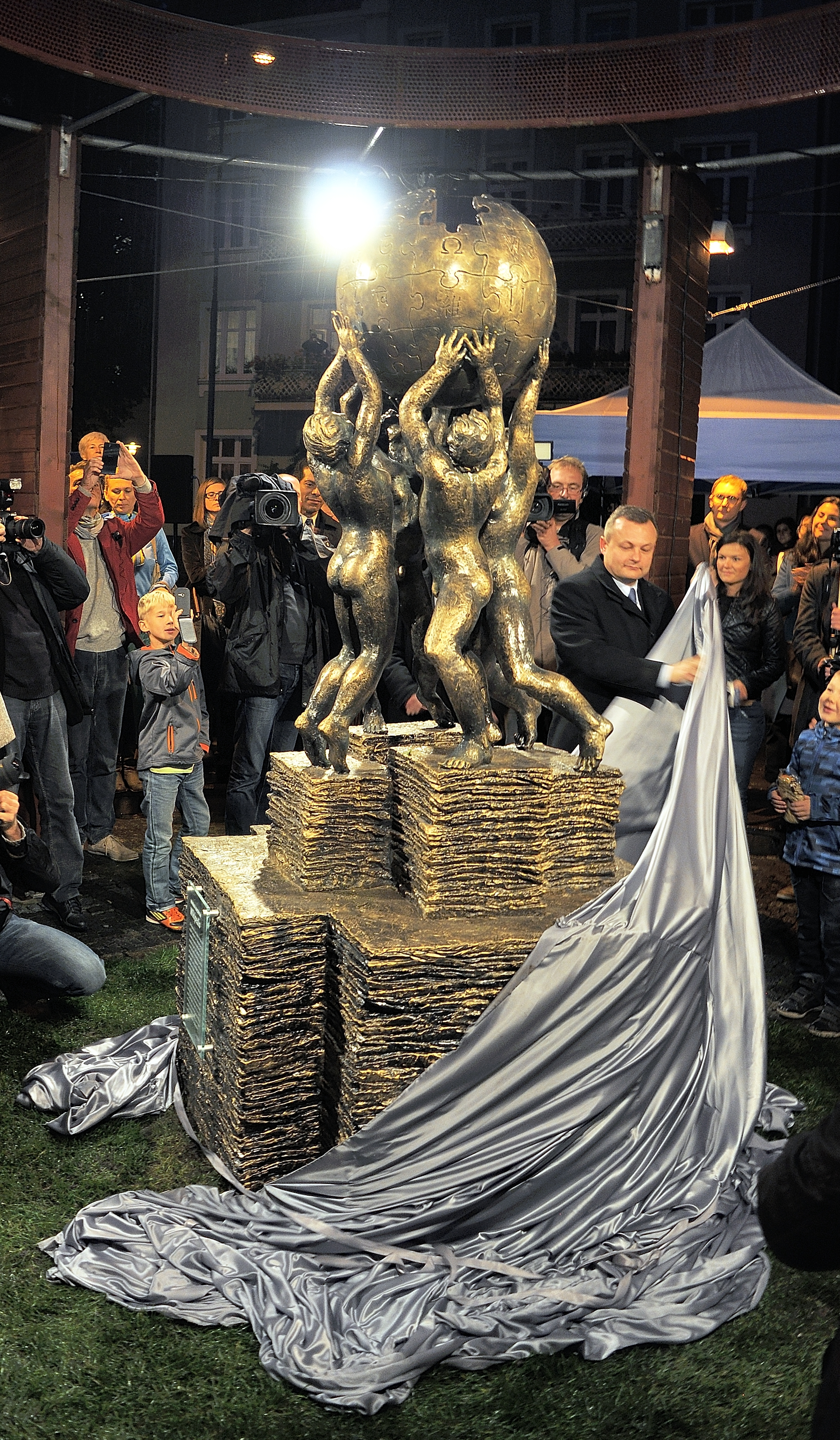
Enthüllung des Denkmals
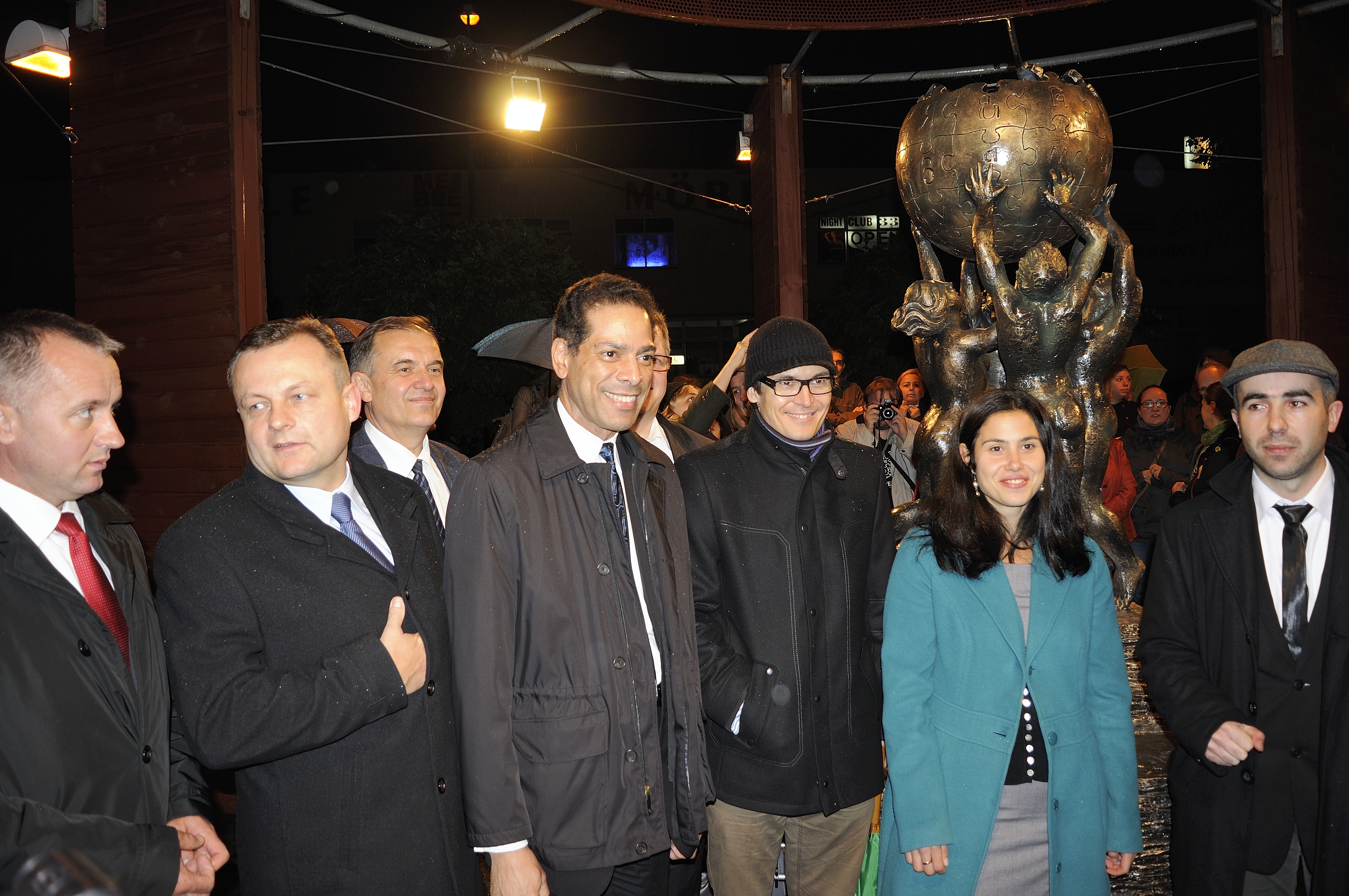
Repräsentanten und Verantwortliche bei der Denkmal-Enthüllung (v. l. n. r.: Andrzej Bycka, Tomasz Ciszewicz, Krzysztof Wojciechowski, Garfield Byrd, Dariusz Jemielniak, Natalia Szafran-Kozakowska, Mihran Hakobjan)
- Video der Enthüllung
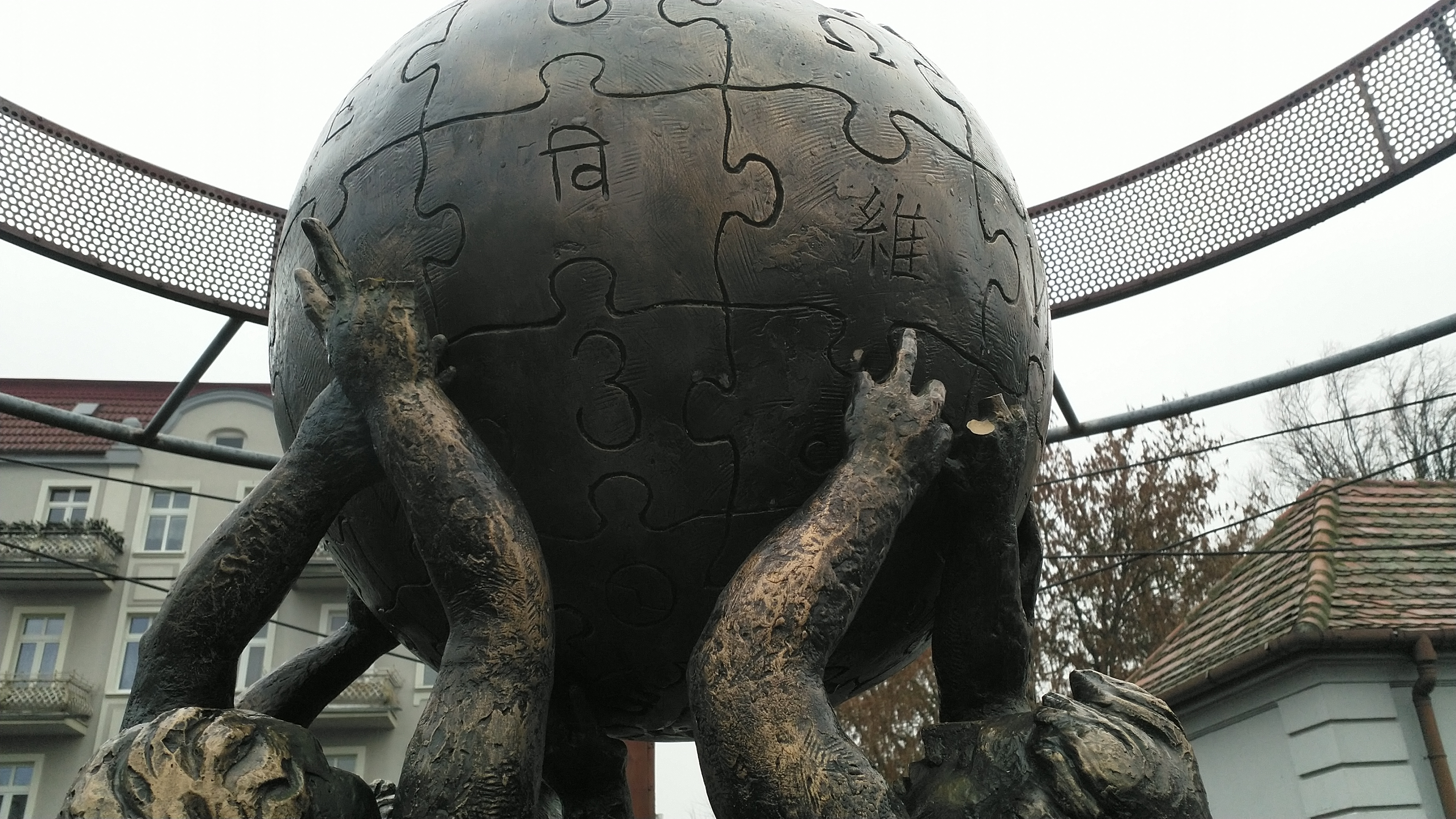
Sichtbare Zerstörungen an den Fingern des Monuments, Zustand Januar 2023

## Inschrift
Am Sockel ist in mehreren Sprachen eine Inschrift angebracht. Die Inschrift in deutscher Sprache lautet:
| „MIHRAN HAKOBYAN Wikipedia Die Bürger der Stadt Słubice möchten mit diesem Denkmal ihre Hochachtung für Tausende anonyme Autoren weltweit zum Ausdruck bringen. Über politische, religiöse und kulturelle Grenzen hinweg ließ ihr ehrenamtliches Engagement Wikipedia, das größte durch Menschen gemeinsam geschaffene Projekt, erst möglich werden. Im Jahre der Enthüllung des Denkmals war Wikipedia in über 280 Sprachen zugänglich und beinhaltete insgesamt 30 Millionen Artikel. Die Stifter des Denkmals sind davon überzeugt, dass die Wissensgesellschaft, deren Säule auch Wikipedia ist, im Stande sein wird, eine nachhaltige Entwicklung unserer Zivilisation, soziale Gerechtigkeit und den Völkerfrieden zu garantieren.“ – 22.10.2014 | Inschrift am Wikipedia-Denkmal |